# Бергамасская сюита
Бергамасская сюита (фр. Suite bergamasque), L. 75 ― фортепианная сюита Клода Дебюсси, созданная в 1890 году. Была впервые опубликована в 1903 году. Это одно из самых известных произведений Дебюсси для фортепиано.

## Структура
Сюита состоит из четырёх частей:
1. Preludium («Прелюдия») ― написана в тональности фа мажор, в темпе moderato. Содержит немало динамических контрастов. Размер ― 4
4
2. Menuet («Менуэт») — написан в духе менуэтов эпохи барокко. Тональность ― ля минор, темп ― andante, размер ― 3
4
3. Clair de lune («Лунный свет») — самая известная часть сюиты, нередко исполняется как отдельное произведение. Играется очень тихо (pianissimo). Тональность ― ре-бемоль мажор, темп ― andante très expressif, размер ― 9
8. Название этой части взято из стихотворения Поля Верлена «Clair de lune»[4].
4. Passepied («Паспье») ― написано в стиле одноимённого танца бретонского происхождения, в темпе allegretto ma non troppo и в тональности фа-диез минор. Размер ― 4
4